# Sonic 3D: Flickies' Island
Sonic 3D: Flickies' Island (ソニック3D フリッキーアイランド?, Sonikku Surī Dī Furikkī Airando), conosciuto in Nord America come Sonic 3D Blast, è un videogioco a piattaforme del 1996 della serie Sonic the Hedgehog sviluppato per Sega Mega Drive e Sega Saturn. Nel gioco, il giocatore assume il ruolo di Sonic the Hedgehog e si immerge in un'avventura per salvare i Flickies, degli uccelli prigionieri del malvagio Dottor Robotnik. Attraverso una serie di livelli tematici, il giocatore deve guidare Sonic per raccogliere i Flickies e sconfiggere Robotnik. Sebbene mantenga le meccaniche di gioco dei precedenti titoli di Sonic, Sonic 3D: Flickies' Island si distingue per la sua prospettiva isometrica 2D, che presenta modelli 3D prerenderizzati convertiti in sprite.
Il concetto di Sonic 3D: Flickies' Island ha avuto origine durante lo sviluppo di Sonic the Hedgehog 3 (1994). Gran parte della programmazione è stata affidata allo studio britannico Traveller's Tales, poiché il team giapponese del Sonic Team era occupato con Nights into Dreams... (1996). Lo sviluppo del gioco è durato otto mesi e il team si è ispirato a titoli come Donkey Kong Country (1994) e Sonic Labyrinth (1995). Sonic 3D: Flickies' Island è stato sviluppato in parallelo al gioco per Saturn Sonic X-treme. Quando Sonic X-treme è stato cancellato, Sega ha incaricato il team di creare una versione migliorata di Sonic 3D: Flickies' Island con una grafica potenziata per il Saturn.
Entrambe le versioni del gioco sono state pubblicate da Sega nel novembre 1996, con una versione per Windows che è stata distribuita l'anno successivo. Sonic 3D: Flickies' Island è stato l'ultimo titolo di Sonic per il Mega Drive ed è stato successivamente ripubblicato tramite compilation della serie e piattaforme di distribuzione digitale. Nonostante il successo commerciale, il gioco ha ricevuto recensioni contrastanti. Le critiche si sono concentrate sul gameplay isometrico, i controlli e il ritmo, mentre la grafica e la colonna sonora sono state elogiate. Una versione non ufficiale rivista ed espansa, conosciuta come Sonic 3D: Director's Cut, è stata pubblicata il 23 dicembre 2017 dal programmatore originale Jon Burton, fondatore di Traveller's Tales. Questa versione apporta correzione alla criticità del titolo originale e ne migliora la rigiocabilità.

## Trama
Le leggende degli Smeraldi del Caos, gemme misteriose dal potere straordinario, spingono Sonic e i suoi amici Tails e Knuckles a dirigere i loro passi verso l'isola misteriosa conosciuta come Flicky Island. La prima missione del riccio e i suoi compagni è trovare gli indizi nascosti nei Flicky, degli uccelli che indicano la via verso le gemme. Nel frattempo, il perfido Dottor Robotnik, venuto a conoscenza della leggenda degli Smeraldi del Caos, sorveglia l'isola tramite un satellite spia, deciso a mettere le mani sulle gemme. Il malvagio scienziato scopre che per trovarle deve utilizzare i Flicky e si mette subito all'opera per catturarli. Ma quando sembra che gli uccelli siano introvabili, appare un Dimension Ring, un anello dimensionale, dal quale fuoriesce uno stormo di Flickies. Questi strani uccelli si nutrono delle noci locali e ritornano nell'anello una volta sazi. Da questa osservazione, Robotnik svela il segreto dei Flickies: provengono da dimensioni parallele attraverso anelli dimensionali. Il perfido scienziato completa un generatore di Dimension Ring e inizia a imprigionare i Flicky nei Badnik, i suoi robot servitori. Sonic interviene quando vede Robotnik catturare gli uccelli e decide di fermarlo. Ma il Dottor Robotnik, sicuro di sé, afferma che questa volta non sarà così facile, poiché il suo obiettivo è conquistare il mondo ottenendo tutti gli Smeraldi del Caos. Po vola via con la sua Egg Mobile, lasciando Sonic determinato a salvare gli uccelli e i suoi amici Tails e Knuckles alla ricerca degli smeraldi prima che Robotnik possa farlo.

## Modalità di gioco
Sonic 3D: Flickies' Island è un gioco a piattaforme ambientato in una prospettiva isometrica. Il giocatore assume il controllo di Sonic the Hedgehog, il cui obiettivo è salvare i Flickies, raccogliere i sette Smeraldi del Caos e sconfiggere il Dottor Robontik insieme al suo esercito di robot. Sonic conserva gran parte delle sue abilità iconiche dai giochi precedenti: può saltare e roteare in aria per sconfiggere i robot o raggiungere piattaforme più alte, eseguire lo Spin Dash sul terreno per acquisire velocità e raccogliere ring (anelli) come forma di salute. Durante il gioco, Sonic ha l'opportunità di raccogliere potenziamenti utili, come scudi elementali, scarpe per aumentare la velocità o l'invincibilità, ottenendo questi potenziamenti rompendo i monitor televisivi che li contengono.
Il gioco è strutturato in diverse zone, ciascuna divisa in tre atti: due livelli standard in cui il giocatore deve raccogliere i Flickies sconfiggendo i robot per avanzare, seguiti da uno scontro con il boss Robotnik che non richiede la raccolta dei Flickies. Durante i livelli regolari, una volta che il giocatore raccogliere tutti e cinque i Flickies da ciascuna sezione di un atto, Sonic procede al livello successivo. Se Sonic e i Flickies che lo seguono vengono colpiti da ostacoli o nemici, i Flickies e i ring raccolti da Sonic si disperdono. Il comportamento di ciascun Flicky è determinato dal suo colore: i Flickies blu, rosa e arancioni cercano attivamente Sonic, mentre quelli verdi e rossi vagano casualmente, con alcuni che saltano, rendendo più difficile il loro recupero. All'inizio del gioco, Sonic dispone di quattro vite; se viene colpito senza Flicky o ring, perderà una vita. La perdita di tutte le vite comporta il game over. Le vite possono essere incrementate raccogliendo un 1-up, mentre un continua si ottiene con dieci medaglie a forma di Sonic.
Come nei giochi precedenti della serie, Sonic 3D: Flickies' Island presenta "fasi speciali" in cui il giocatore può raccogliere gli Smeraldi del Caos. Ottenere tutti e sette gli smeraldi permette al giocatore di giocare la battaglia finale con il boss e scoprire il vero finale del gioco. Per accedere a queste fasi, il giocatore deve individuare uno degli amici di Sonic (Tails o Knuckles) nascosto in un livello e trovarsi accanto a loro con almeno 50 ring raccolti. In questo modo, il giocatore può spendere i suoi ring per poter partecipare alla fase speciale del gioco. Non è obbligatorio pagare i 50 ring in una sola volta; è possibile versarne una parte e tornare in seguito per completare il pagamento. Durante le fasi speciali, la telecamera si posiziona dietro Sonic mentre corre lungo un percorso prestabilito e deve raccogliere ring evitando gli ostacoli che, se colpiti, fanno perdere ring. Per avanzare nella fase, è necessario raccogliere un numero specifico di ring in punti designati e raggiungere la fine per ottenere uno Smeraldo del Caos. Dopo che Tails o Knuckles ha ricevuto cinquanta ring e Sonic torna al livello, il personaggio selezionato non trasporterà nuovamente il giocatore alla fase speciale. Tuttavia, se il giocatore continua a donare ring a quel personaggio, alla fine del livello riceverà punti bonus extra Raccogliere tutti e sette gli Smeraldi del Caos permette inoltre di accedere al livello "The Final Fight", che consiste in uno scontro con il boss finale e nel finale positivo del gioco.
La versione per Saturn si distingue dalla controparte per Mega Drive per la grafica ad alta definizione, le fasi speciali e la colonna sonora inedita composta da Richard Jacques. Il port per Windows mantiene gli stessi elementi grafici e sonori dell'edizione Saturn, ma con la mancanza di alcuni effetti sonori in determinati livelli. Inoltre, le fasi speciali combinano elementi 3D della versione Saturn con altri 2D della versione Mega Drive.

### Zone
Il gioco si divide in sette zone principali più un'ottava dove il protagonista deve combattere contro il boss finale. In ordine, i livelli sono:
- Green Grove Zone (Zona alberata nell'edizione italiana per Mega Drive e Zona del boschetto verde in quella per Saturn): una collina verde ambientata in un paradiso tropicale con un pavimento a scacchi.
- Rusty Ruin Zone (Zone rovine rugginose nell'edizione italiana per Mega Drive e Zona delle rovine arrugginite[N 1] in quella per Saturn): i resti emersi dal letto del mare di una civiltà antica.
- Spring Stadium Zone (Zona delle stadio a molle nell'edizione italiana per Mega Drive e Zona dello stadio delle molle in quella per Saturn): una zona dove sono presenti prevalentemente palloncini e trappole.
- Diamond Dust Zone (Zona polvere di diamanti nell'edizione italiana per Mega Drive e Zona della polvere di diamante in quella per Saturn): i pendii ghiacciati dell'isola.
- Volcano Valley Zone (Zona della valle dei vulcani nell'edizione italiana per Mega Drive e Zona della valle del vulcano in quella per Saturn): un vulcano attivo.
- Gene Gadget Zone (Zona industriale nell'edizione italiana per Mega Drive e Zona del congegno dei geni in quella per Saturn): il laboratorio di ricerca genetica di Robotnik.
- Panic Puppet Zone (Zona dei pupazzi impazziti nell'edizione italiana per Mega Drive e Zona dei burattini del panico in quella per Saturn): una fabbrica fortificata e cuore della base di Robotnik. Questo è l'ultimo livello del gioco nel caso in cui il giocatore non abbia raccolto tutti e sette gli Smeraldi del Caos.
- The Final Fight: una zona d'acciaio situata al di sotto di Panic Puppet Zone. Il giocatore può accedere a questo livello solo dopo aver raccolto tutti e sette gli Smeraldi del Caos.

## Sviluppo
Sonic 3D: Flickies' Island è stato l'ultimo gioco di Sonic the Hedgehog prodotto per il Sega Mega Drive a 16 bit ed è stato sviluppato come canto del cigno per il sistema. Sega aveva interrotto il supporto per il Mega Drive nel 1995, ma ha deciso di produrre il gioco poiché di solito i titoli continuano a essere venduti per uno o due anni dopo la cessazione delle rispettive piattaforme. Il concetto di base fu ideato dai membri del Sonic Team durante lo sviluppo di Sonic the Hedgehog 3 (1994), ma gran parte della programmazione fu affidata allo studio britannico Traveller's Tales poiché il Sonic Team era impegnato nello sviluppo di Nights into Dreams... (1996) in quel periodo. Secondo il fondatore Jon Burton, Traveller's Tales aveva appena completato lo sviluppo di un gioco su Toy Story e desiderava iniziare a creare titoli per sistemi a 32 bit come Saturn e PlayStation. Sega, impressionata dal loro lavoro su Toy Story e Mickey Mania, si rivolse a loro per la realizzazione di Sonic 3D: Flickies' Island; poiché Sonic godeva di grande popolarità all'epoca, il concetto catturò la loro attenzione. In seguito, Burton affermò che il gioco fu commissionato poiché Sonic X-treme, in sviluppo per Saturn, stava incontrando difficoltà e Sega desiderava portare Sonic nell'era dei giochi in 3D.
Il gioco è stato sviluppato da zero in soli otto mesi, a partire da luglio 1995, con il titolo iniziale di Sonic Spindrift. Jon Burton, che ha svolto il ruolo di programmatore principale, ha introdotto un gestore di eccezioni che, in caso di errore, portava il gioco a mostrare una schermata segreta di selezione del livello anziché causare un crash, facilitando così il processo di approvazione di Sega per la pubblicazione. Burton ha anche realizzato una sequenza video introduttiva full motion unica, utilizzando metodi di compressione per inserire il video nella cartuccia da 4MB a elevata risoluzione. Il gioco ha sfruttato modelli 3D prerenderizzati convertiti in sprite. Il team di sviluppo ha deciso di utilizzare il 3D anziché il 2D perché pensava "fosse giunto il momento di fare qualcosa di nuovo". L'ispirazione per la prospettiva isometrica è stata tratta da Sonic Labyrinth (1995) e Super Mario RPG (1996). La meccanica di raccolta degli oggetti è stata influenzata dal gioco Flicky del 1984, mentre la grafica ha preso spunto da Donkey Kong Country (1994). Il Sonic Team ha fornito a Traveller's Tales il game design, il level design e il character design. Burton ha ricordato con affetto la collaborazione con Sega, apprezzando l'opportunità di realizzare qualcosa di innovativo. Verso la conclusione dello sviluppo, Traveller's Tales si è espansa e Burton ha delegato il resto della programmazione ai suoi dipendenti.
Sega commissionò una versione del gioco per Sega Saturn come piano di riserva nel caso in cui Sonic X-treme fosse stato cancellato. Quando tale cancellazione avvenne, Sonic 3D: Flickies' Island fu prontamente pubblicato in tempo per il Natale 1996 al suo posto. La conversione del gioco per Saturn fu completata in solo sette settimane, durante lo sviluppo della versione per Sega Mega Drive. Sebbene presentasse modifiche grafiche come effetti atmosferici e texture a risoluzione più elevata, il gioco rimase principalmente identico alla versione originale. La versione per Saturn vantava un video di apertura di qualità superiore e una grafica migliorata. Il Sonic Team si occupò dello sviluppo della fase principale nella versione Saturn, che includeva grafica poligonale anziché solamente sprite. Inoltre, questa versione offriva la compatibilità con il control pad analogico del Saturn. Il team tentò di inserire una rielaborazione di Sonic X-treme come livello bonus nella versione Saturn, ma non riuscì a trasferire correttamente il modello di Sonic da X-treme a Flickies' Island, portando alla decisione di scartare tale funzionalità.
La colonna sonora della versione Mega Drive, composta da un totale di 24 tracce, è stata principalmente creata da Jun Senoue e Tatsuyuki Maeda, mentre i temi del boss finale e dei crediti dello staff sono stati composti rispettivamente da Masaru Setsumaru e Seirou Okamoto. Per la versione Saturn, la colonna sonora è stata realizzata da Richard Jacques e include una canzone finale intitolata You're My Hero, interpretata da Debbie Morris. Gli stili musicali presenti nella colonna sonora sono stati descritti da Sega Saturn Magazine come una combinazione di musica tradizionale di Sonic e "hardcore techno".Anche se non è mai stato pubblicato un album contenente le musiche di Sonic 3D: Flickies' Island, il tema del livello Green Groove Zone è presente negli album del 2011 Sonic Generations: 20 Years of Sonic Music, History of the 1ST Stage Original Soundtrack White Edition e History of Sonic Music 20th Anniversary Edition.

## Pubblicazione
Sonic 3D: Flickies' Island è stato pubblicato per il Sega Mega Drive in Nord America e in Europa nel novembre 1996. Il lancio coincise con l'uscita del gioco per Game Gear Sonic Blast, anch'esso dotato di grafica 3D prerenderizzata. La versione Saturn di Sonic 3D: Flickies' Island è uscita in Nord America nel corso dello stesso anno e in Europa nel febbraio 1997. In Giappone è uscita solo la versione Saturn, il 14 ottobre 1999. Un port della versione Sega Saturn è stato pubblicato per Windows in Europa l'11 settembre 1997, e in tutto il mondo nel corso dello stesso anno.
Sonic 3D: Flickies' Island ha ricevuto una controparte, in gran parte non correlata, per una console portatile LCD di Tiger Electronics, distribuita nel 1997.
Il gioco è stato convertito per diverse compilation per console casalinghe e personal computer. La versione per Mega Drive del gioco è stata inclusa in Sonic Mega Collection (2002) per GameCube e Sonic Mega Collection Plus (2004) per PlayStation 2, Xbox e Windows. In Sonic Gems Collection (2005) per GameCube e PlayStation 2 è possibile sbloccare nella modalità Museo una demo del gioco che presenta un conto alla rovescia di dieci minuti e che permette di iniziare la partita direttamente dal boss finale, una volta sconfitto quest'ultimo il giocatore potrà continuare la partita fino allo scadere del tempo. Inoltre è stato incluso in Sega Mega Drive Ultimate Collection (2009) per Xbox 360 e PlayStation 3, Sega Mega Drive Classic Collection Gold Edition (2011) per Windows e Sega Mega Drive Classic Collection (2018) per PlayStation 4 e Xbox One. È stato inoltre incluso nel Mega Drive Mini 2 uscito nel 2022. Originariamente doveva comparire anche in Sonic Classic Collection (2010) per Nintendo DS, ma non fu incluso per motivi sconosciuti.
L'edizione Mega Drive è stata anche resa disponibile per il servizio Virtual Console il 16 ottobre 2007 in Giappone, il 2 novembre in Europa e il 19 novembre in Nord America. È stata inoltre resa disponibile su PlaySEGA nell'ottobre 2008. Successivamente, la versione per Saturn è stata distribuita su Steam il 1º giugno 2010.

## Accoglienza

### Contemporanea
| Testata                    | Versione | Giudizio |
| -------------------------- | -------- | -------- |
| Computer and Video Games   | MD       | 4/5      |
| Computer and Video Games   | SAT      | 3/5      |
| Electronic Gaming Monthly  | MD       | 29/40    |
| Electronic Gaming Monthly  | SAT      | 26.5/40  |
| GamePro                    | MD       | 17/20    |
| GameSpot                   | SAT      | 7/10     |
| GameSpot                   | PC       | 5.6/10   |
| Mean Machines Sega         | MD       | 92%      |
| Entertainment Weekly       | MD       | B        |
| Entertainment Weekly       | SAT      | C        |
| Sega Saturn Magazine       | SAT      | 82%      |
| Game Power                 | MD       | 91/100   |
| Giochi per il mio computer | PC       | 7/10     |
| Mega Console               | SAT      | 81/100   |
| The Games Machine          | PC       | 86/100   |

L'accoglienza della versione Mega Drive di Sonic 3D: Flickies' Island è stata generalmente positiva al momento della sua uscita. Dan Jevons di Mean Machines Sega, inizialmente scettico riguardo alla prima apparizione di Sonic in 3D sul Mega Drive, ha dichiarato che il gioco è "un'aggiunta legittima alla serie di Sonic e un gioco intelligente a sé stante". Jevons e Angus Swan della stessa testata si sono detti soddisfatti del cambiamento nello stile di gameplay, che secondo loro ha aggiunto profondità alla formula della serie. Hanno elogiato la colonna sonora, i controlli e il senso di inerzia nei movimenti di Sonic. Ed Lomas di Computer and Video Games ha definito Sonic 3D: Flickies' Island come "il primo gioco essenziale per Mega Drive da anni", notando che il nuovo stile di gioco sarebbe piaciuto sia ai fan della serie che a coloro che cercavano qualcosa di diverso. Art Angel di GamePro ha apprezzato i livelli ben progettati ma ha trovato la prospettiva isometrica inizialmente frustrante per la sua curva di apprendimento dei comandi; Dan Hsu di Electronic Gaming Monthly ha condiviso una simile fase di adattamento. Shawn Smitch e Sushi-X, anch'essi di Electronic Gaming Monthly, hanno elogiato le dimensioni dei livelli, sebbene Hsu abbia espresso il desiderio di avere una mappa per evitare distrazioni e trovare più varietà nel level design. Lomas e Crispin Boyer di Electronic Gaming Montly hanno notato una carenza di luoghi segreti rispetto ai precedenti titoli di Sonic, ritenendo che ciò potesse influenzare la rigiocabilità. Jevons e Swan hanno ritenuto la difficoltà un po' bassa per i giocatori esperti, mentre Art Angel ha trovato il gioco relativamente facile da completare una volta acquisita la padronanza dei controlli. Al contrario, Lomas ha considerato Sonic 3D: Flickies' Island più impegnativo e lungo rispetto alla maggior parte degli altri titoli di Sonic. Secondo Game Power, Sega aveva sapientemente combinato la grafica di Donkey Kong Country e Killer Instinct con la struttura di Spot Goes To Hollywood, creando così quello che potrebbe essere considerato l'epitaffio del Mega Drive.
La grafica del gioco è stata ampiamente elogiata, con Lomas che ha trovato il filmato introduttivo renderizzato e le animazioni fluide del gioco impressionanti per la console. Art Angel ha notato che gli sprite e le animazioni non si bloccavano mai, indipendentemente dall'intensità dell'azione. Smith e Hsu hanno considerato il gioco il culmine delle capacità del Mega Drive in termini di tavolozze dei colori e senso del 3D. Sebbene i recensori di Mean Machines Sega e Lomas abbiano trovato ripetitivi i motivi a scacchiera del pavimento, Lomas li ha ritenuti necessari per valutare correttamente le sezioni difficili. Art Angel ha apprezzato la varietà della selezione musicale, che spaziava dalla techno pop al jazz contemporaneo, mentre i recensori di Mean Machines Sega hanno citato i remix per il secondo atto di ogni tappa come un punto forte. Mike Wallis, un dipendente di Sega all'epoca, ha ricordato in un'intervista che la versione Mega Drive di Sonic 3D: Flickies' Island fu un successo per l'azienda, vendendo inoltre 700 000 copie. Electronic Gaming Montly ha nominato Sonic 3D: Flickies' Island come il secondo miglior gioco Mega Drive dell'anno, posizionandolo dietro a Vectorman 2.
L'accoglienza della versione Saturn è stata contrastante. Lee Nutter di Sega Saturn Magazine ha criticato il gameplay rispetto ai precedenti giochi di Sonic, ma ha comunque trovato il gioco molto divertente e ha elogiato la sua maggior sfida rispetto ai titoli precedenti della serie. Jeff Gerstmann di GameSpot ha apprezzato le migliorate animazioni presenti in questa versione. Tuttavia, Entertainment Weekly ha notato la presentazione del gioco su due piattaforme con aspettative diverse, sottolineando che "Sonic 3D: Flickies' Island è eccezionale per gli standard dei 16 bit, ma risulta meno impressionante sul Sega Saturn, dove i giochi a 32 bit con grafica e gameplay 3-D più sofisticati sono la norma. Smith e Hsu di Electronic Gaming Monthly hanno concordato sul fatto che la versione Saturn sia troppo simile a quella del Mega Drive, sebbene Hsu abbia sottolineato che "questo è un complimento per il Mega Drive, non una fregatura per il Saturn". Entrambi hanno notato che i controlli sono notevolmente migliorati con il controller analogico del Saturn, sebbene Sushi-X abbia avuto opinioni contrastanti. Secondo Mega Console il gioco non era male, ma non riusciva a coinvolgere il giocatore come i capitoli precedenti, ritenendolo un'occasione sprecata. La versione Saturn ha avuto successo sul mercato ed è stata uno dei giochi più venduti per il sistema, secondo Mike Wallis.
Lo staff di GameSpot ha valutato la versione per PC come simile alle altre, ma ha evidenziato alcuni problemi di rallentamento durante lo scorrimento della telecamera, attribuendoli alla vasta tavolozza di colori. Giochi per il mio computer ha trovato il gioco adatto a tutti i gusti, con la consueta attenzione ai dettagli e una buona longevità e giocabilità. Tuttavia, è particolarmente indicato per coloro che amano già il genere e che hanno giocato altri titoli della saga di Sonic, dato che sarebbe certamente più a proprio agio con il sistema di controllo e con le mosse speciali dell'eroe. Secondo The Games Machine, nonostante i difetti delle versioni precedenti, il gioco rimaneva un titolo godibile e a tratti molto divertente. Era caratterizzato da una buona grafica e un sonoro più che buono. Tuttavia, essendo il mercato dei platform su PC ricco di alternative, non poteva essere considerato il migliore della categoria.

### Retrospettiva
| Testata                           | Versione | Giudizio |
| --------------------------------- | -------- | -------- |
| GameRankings (media al 9-12-2019) | MD       | 58.75%   |
| GameRankings (media al 9-12-2019) | SAT      | 66.55%   |
| GameRankings (media al 9-12-2019) | PC       | 56.00%   |
| AllGame                           | MD       | 3.5/5    |
| Eurogamer                         | MD       | 6/10     |
| GameRevolution                    | SAT      | C+       |
| GameSpot                          | MD       | 4/10     |
| IGN                               | MD       | 6/10     |
| Nintendo Life                     | MD       | 6/10     |

Le critiche al gioco sono diminuite nel tempo. I recensori hanno generalmente disapprovato lo stile di gameplay di Sonic 3D: Flickies' Island, con alcuni che hanno trovato limitante la prospettiva isometrica. Lucas M. Thomas di IGN ha lamentato la mancanza del tradizionale senso di velocità e azione intensa associati al nome di Sonic, sostituiti da un fetchquest pigro. Austin Shau di GameSpot ha condiviso questa preoccupazione, definendo il gameplay come noioso. Oltre agli obiettivi del gioco, Shau e Thomas hanno criticato i controlli, in particolare il movimento lento e la decelerazione scivolosa di Sonic. Thomas ha riconosciuto che il gioco aveva i suoi momenti di vigore, ma li ha descritti come rari e distanti tra loro, mentre Hau ha concluso che, sebbene non fosse irrimediabile in sé, gli elementi del gioco non si intregnavano bene, portando i clienti a sentirsi come se avessero "speso 800 Wii Points per ottenere una miscela di olio e acqua". Damien McFerran di Nintendo Life ha sottolineato che la ripetitività del gioco veniva interrotta solo dalle battaglie con i boss e dalle fasi speciali, quest'ultime definite da Shau come "troppo facili". Tuttavia, Jeremy Parish di 1UP.com, dopo aver riflettuto sulle sue critiche precedenti riguardo all'inclusione del gioco in Sonic Mega Collection Plus, ha ritenuto che Sonic 3D: Flickies' Island fosse "molto meglio di quanto ci si potesse aspettare". Anche Brett Alan Weiss di AllGame ha condiviso un'opinione simile, considerando il gioco come un "piacevole cambiamento" rispetto allo stile tradizionale dei giochi di Sonic a scorrimento laterale". Mattia Ravanelli di Giochi per il mio computer ha considerato il gioco poco conosciuto ma divertente.
Le recensioni sulla presentazione del gioco sono rimaste positive. McFerran ha elogiato molto la grafica del gioco e ha accolto con favore i miglioramenti grafici della versione Saturn, mentre Thomas ha lodato la coraggiosa grafica prerenderizzata del gioco, considerando l'hardware limitato. Shau ha sottolineato che la grafica e il sonoro erano le uniche aree in cui il gioco manteneva una gradita somiglianza con i suoi predecessori, mentre Z-Roc di Game Revolution ha elogiato la grafica, definendola "una delle più nitide mai viste". Weiss ha commentato che sebbene la grafica non rappresentasse un grande passo avanti in termini artistici rispetto ad altri giochi, era comunque ben realizzata e di alta qualità. Thomas ha valutato la musica con un punteggio di 7.5/10, il più alto tra tutti gli elementi del gioco, e ha previsto che i suoi temi sarebbero stati memorabili per i giocatori. Marco Esposto di IGN ha osservato che il gioco ha mostrato un miglioramento visivo significativo durante il passaggio da una piattaforma all'altra. Nonostante ciò, ha sottolineato che i controlli imprecisi e la mancanza di sensazione di velocità hanno impedito al gioco di raggiungere il successo atteso.
Tuttavia, alcuni giornalisti hanno definito Sonic 3D: Flickies' Island uno dei peggiori giochi del franchise di Sonic. USgamer e Complex hanno sottolineato che il gioco non sembrava adatto al marchio di Sonic, con quest'ultimo che lo ha addirittura definito "offensivo" per essere chiamato un gioco in 3D. PC Gamer lo ha considerato il "primo segnale che Sonic in 3D non avrebbe funzionato". Il gioco è ricordato come una sorta di "pecora nera" del franchise.

## Fumetti
Nel marzo 1997, il gioco ha avuto un adattamento a fumetti in un numero speciale di 48 pagine intitolato Sonic Blast. Successivamente, un altro adattamento a fumetti, che ha preso più libertà rispetto alla storia originale, è stato pubblicato all'interno di Sonic the Comic tra maggio e giugno 1997.
Nel novembre 2022 IDW Publishing ha pubblicato uno speciale per il trentesimo anniversario di Tails contenente una storia canonica al filone videoludico che si colloca dopo gli eventi di Tails' Skypatrol e di Sonic 3D: Flickies' Island.

## Eredità
Jun Senoue ha riarrangiato due dei suoi brani musicali dalla versione Mega Drive per Sonic Adventure (1998) con l'intento di farli conoscere al mercato giapponese, poiché la versione Mega Drive non era stata pubblicata in Giappone. Alcune tracce musicali di Sonic 3D: Flickies' Island sono state successivamente riarrangiate per altri giochi della serie, tra cui Sonic the Hedgehog Pocket Adventure, Shadow the Hedgehog, Sonic Chronicles: La Fratellanza Oscura e Sonic Generations. Inoltre, un tema precedentemente escluso è stato utilizzato come tema del boss in Sonic the Hedgehog 4 Episodio 1 (2010).
Dopo Sonic 3D: Flickies' Island, Traveller's Tales e Sonic Team collaborarono di nuovo per il gioco di corse per Saturn, Sonic R (1997). Sonic 3D: Flickies' Island fu uno dei primi giochi prodotti da Traveller's Tales; successivamente, lo studio divenne noto per il suo lavoro sui videogiochi basati sulla linea di giocattoli Lego, che includerà una rivisitazione del franchise come parte del gioco crossover del 2015 Lego Dimensions. Il 23 dicembre 2017, Jon Burton ha pubblicato una patch non ufficiale rivista ed espansa, conosciuta come Sonic 3D: Director's Cut per la versione Mega Drive del gioco, che includeva controlli migliorati e aggiunte come un editor di livelli, un sistema di salvataggio con password, sfide a tempo e la possibilità di trasformarsi in Super Sonic.